# Преображение Господне (Кавала)
„Преображение Господне“ (на гръцки: Ιερός Ναός Μεταμορφώσεως Σωτήρος) е православна църква в град Кавала, Егейска Македония, Гърция, част от Филипийската, Неаполска и Тасоска епархия на Вселенската патриаршия.

## Местоположение
Храмът е разположен в западната част на града, между махалите Хилия и Виронас (Кирдзи).

## История
Двете най-стари западни бежански махали на Кавала Хилия и Виронас първоначално са обслужвани в духовно отношение от църквата „Света Параскева“ (1927). С увеличаването на населението в този район през следващите две десетилетия, нуждата от храм става належаща. По инициатива на местни жители и Женското дружество в 1950 година започва строежът на нова църква, осветена на 22 юни 1958 година от митрополит Хрисостом Филипийски. В 1962 година започва изграждането на енорийски център с голяма зала, библиотека и офиси. В 1964 година управляващият епархията митрополит Амвросий Елевтеруполски полага основния камък на сграда зад църквата, която функционира като детска градина. На 28 януари 1977 година църквата е обявена за енорийска.